# Raremetal heart
「raremetal heart」（レアメタルハート）は、2016年6月15日にリリースされたコタニキンヤ.の6枚目のシングル（BAD LUCK、コタニキンヤ、キンヤ名義でリリースされた作品を含めると通算17枚目）。発売元はDarwin Record。

## 概要
2001年にコタニキンヤ名義でリリースした「Love Stuff」以来、15年ぶりに浅倉大介が作曲・編曲を手掛けたシングル。カップリングには2005年にキンヤ名義でリリースした「aerial」（『劇場版ツバサ・クロニクル 鳥カゴの国の姫君』主題歌）をリアレンジして収録。オリコン週間シングルチャートでは144位を記録。累計売上は274枚。

## 収録曲
1. raremetal heart
  - 作詞：麻倉真琴　作曲・編曲：浅倉大介
2. aerial
  - 作詞：コタニキンヤ.　作曲：HΛL　編曲：清水武仁
3. raremetal heart（instrumental）

## クレジット
- プロデューサー：Kotani Kinya.
- ギター：Toshihiko Suzuki（#1）
- ギター：Takehito Shimizu（#2）
- ミキシング・エンジニア：Daisuke Asakura（#1）
- ミキシング・エンジニア：Tomonobu Akiba（#2）
- マスタリング・エンジニア：Yasuji Maeda
- A&R：Takashi Ikito
- スーパーバイザー：Daisuke Asakura